# Газинский, Юрий Александрович
Ю́рий Алекса́ндрович Гази́нский (род. 20 июля 1989, Комсомольск-на-Амуре, Хабаровский край) — российский футболист, полузащитник. Участник чемпионата мира 2018. Заслуженный мастер спорта России (2018).

## Биография
Юрий родился 20 июля 1989 года в Комсомольске-на-Амуре. Газинский рос без отца — родители разошлись, когда ему было около пяти лет. Мать в одиночку растила Юрия и его сестру, совмещая воспитание детей с работой.
Детство прошло в одном из неблагополучных районов Комсомольска-на-Амуре в условиях сложной криминогенной обстановки 1990-х годов. По словам самого Газинского, значительную роль в его уходе от криминального окружения сыграли его мать и увлечённость футболом. Футболом начал заниматься с 6 лет.
Повзрослев, стал тренироваться с дублем клуба «Смена». Будучи одним из самых перспективных воспитанников города, он регулярно вызывался в молодёжные сборные дальневосточного региона и принимал участие в турнирах среди юниоров.

## Клубная карьера

### «Смена» (Комсомольск-на-Амуре)
В августе 2007 года дебютировал в составе местного клуба «Смена» во втором дивизионе. В том сезоне он выходил на замену в пяти матчах зоны «Восток» Второго дивизиона. В следующем сезоне Газинский, игравший тогда как в нападении, так и в центре полузащиты, стал уже одним из основных игроков «Смены».

### «Луч-Энергия»
Летом 2010 года Газинский получил приглашение в «Луч-Энергию», и следующие два года отыграл в Первом дивизионе за команду из Владивостока. В 2011 году в составе сборной ФНЛ принял участие в товарищеском матче против сборной итальянской серии «B».

Именно в «Луче» произошёл один из ключевых моментов для дальнейшего развития Газинского как футболиста. Тренеры клуба видели в нём потенциал для игры в опорной зоне полузащиты и начали постепенно развивать его игровые качества именно под эту позицию, несмотря на то, что сам Юрий изначально считал себя скорее атакующим полузащитником — «десяткой». В одном из интервью он впоследствии вспоминал, как тренер «Смены» Сергей Павлов, несмотря на сомнения Газинского, убеждённо настаивал на его переводе в опорную зону:
После прихода в «Луч» мы разговаривали с Павловым — он спрашивал, на какой позиции себя вижу, я ответил про десятого номера. «Кто тебе сказал, что ты — десятка?», — сказал Павлов. Так меня перевели ниже, но «Луч» играл в два опорных — понятно, что в паре играть попроще.
В составе владивостокского клуба Газинский провёл два сезона (2011—2012), сыграв 51 матч и забив 3 гола в первенстве ФНЛ. Его стабильная игра и универсальность в средней линии привлекли внимание клубов из РПЛ. По итогам успешных выступлений в «Луче» футболист получил предложение от московского «Торпедо», на тот момент также боровшегося за выход в Премьер-лигу, и летом 2012 года продолжил карьеру в столице.

### «Торпедо» (Москва)
По итогам сезона 2011/12 «Луч-Энергия» вылетел из Первого дивизиона, и Газинский сменил клубную прописку — отправился в другой клуб ФНЛ, московское «Торпедо». В следующем году он регулярно выходил в стартовом составе автозаводцев, провёл 31 матч, в которых забил 3 мяча.
Газинский быстро адаптировался к требованиям нового коллектива и стал одним из ключевых игроков в центре поля. Его отличали высокая работоспособность, стабильность, умение подстраиваться под различные игровые схемы и чёткая тактическая дисциплина. Он уверенно действовал как в роли опорника, так и в полуоборотной позиции «восьмёрки», связывая игру между обороной и атакой.
Выступления Газинского в «Торпедо» привлекли внимание скаутов клубов Российской Премьер-лиги. В мае 2013 года в ряде СМИ появилась информация об интересе со стороны «Краснодара», и уже летом того же года футболист официально стал игроком южного клуба.

### «Краснодар»

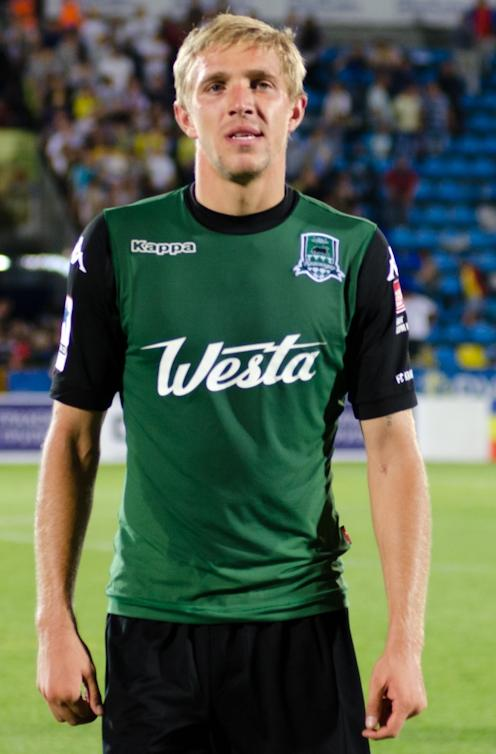
Газинский в 2013 году

31 мая 2013 года подписал контракт с «Краснодаром». 17 июля 2014 года дебютировал в Лиге Европы в матче против эстонского клуба «Калев» из Силламяэ (4:0) и забил гол.
Газинский быстро стал одним из ключевых футболистов команды, благодаря своей универсальности, высокой работоспособности, тактической дисциплине и умению адаптироваться под разные игровые схемы.
С первых сезонов в клубе Газинский занял важную роль в центре поля, и в течение карьеры он играл как на позиции опорного полузащитника, так и «восьмёрки», участвуя в оборонительных и атакующих действиях команды. Особенно продуктивными для него стали сезоны 2014/15 и 2015/16, когда «Краснодар» начал стабильно бороться за медали чемпионата и места в еврокубках. Большим достижением как для клуба, так и лично для Газинского стал выход «Краснодара» в групповой этап Лиги чемпионов УЕФА в сезоне 2020/21 — это был исторический дебют команды на этом уровне.
На протяжении многих лет Газинский был не только стабильным игроком основы, но и одним из немногих символов стабильности и преемственности в команде, которая нередко перестраивалась и обновлялась под разные футбольные модели. Он выступал под руководством таких тренеров, как Олег Кононов, Игорь Шалимов, Мурад Мусаев и другие, и при каждом из них оставался важной частью команды.
После ухода Вандерсона, Каборе, Перейры и других игроков, Юрий оставался фундаментом полузащиты, постепенно беря на себя и роль наставника для молодых футболистов. Он успешно адаптировался к смене поколений и начал играть глубже, ближе к обороне.
Из-за травм в последние сезоны Газинский стал реже появляться на поле, а летом 2022 года по окончании контракта покинул «Краснодар» на правах свободного агента. К моменту перехода в «Урал» на счету полузащитника значилось 282 матча за «Краснодар» (второй результат в истории клуба вслед за Сергеем Петровым) и 20 793 минуты игрового времени (третий результат в истории).

### «Урал»
В 2022 году, после окончания контракта с «быками», Юрий Газинский стал игроком «Урала». В новом клубе Газинский сразу стал важной фигурой в центре полузащиты. Его опыт, лидерские качества и высокий уровень игрового интеллекта были особенно важны для команды, которая испытывала сложности в начале сезона. Именно на Газинского главные тренеры команды — сначала Игорь Шалимов, затем Виктор Гончаренко — возложили роль связующего игрока между линиями обороны и атаки.
В отличие от своей привычной роли чистого опорника в «Краснодаре», в «Урале» Газинский получил более свободную тактическую роль, с возможностью подключаться к атакам. Это стало возможным благодаря страховке со стороны других полузащитников, в том числе Ибраима Сиссе, что позволило Газинскому чаще действовать на чужой половине поля.
За два года в Екатеринбурге он сыграл 28 матчей и забил 5 голов.

### Возвращение в «Краснодар»
Летом 2024-го, после окончания контракта с «Уралом», Газинский вернулся в «Краснодар». Чёрно-зелёные заключили с ним контракт, который будет действителен до 30 июня 2025 года. Всего в чемпионском для «Краснодара» сезоне 2024/25 Газинский провёл 9 матчей, в которых отметился 1 забитым мячом и 1 голевой передачей.
По окончании сезона Юрий покинул «Краснодар» в связи с окончанием действия контракта.

## Карьера в сборной

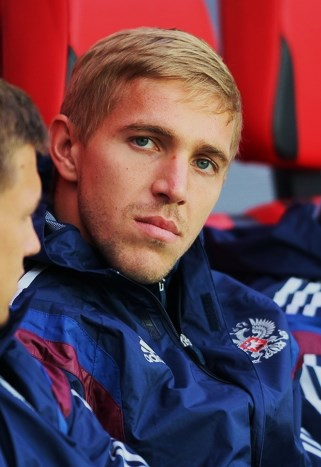
Газинский в составе сборной России

31 августа 2016 года дебютировал в сборной России, выйдя на замену в товарищеском матче против сборной Турции.
Тренер Станислав Черчесов включил Газинского в состав сборной России на домашний Кубок конфедераций 2017, но на турнире он не сыграл ни одного матча.
Был включён в состав сборной России и на домашний Чемпионат мира по футболу 2018 года. 14 июня 2018 года забил первый мяч в игре сборной России со сборной Саудовской Аравии, который стал первым голом чемпионата мира. Выходил на поле в четырёх из пяти матчей сборной на турнире.
15 ноября 2018 года в товарищеском матче против сборной Германии был капитаном сборной России.
3 июня 2019 года в товарищеском матче против клуба «Чертаново» получил травму плеча.

## Статистика

### Клубная
| Выступление                  | Выступление      | Выступление      | Лига | Лига | Кубки | Кубки | Еврокубки | Еврокубки | Итого | Итого |
| Клуб                         | Лига             | Сезон            | Игры | Голы | Игры  | Голы  | Игры      | Голы      | Игры  | Голы  |
| ---------------------------- | ---------------- | ---------------- | ---- | ---- | ----- | ----- | --------- | --------- | ----- | ----- |
| Смена (Комсомольск-на-Амуре) | ПФЛ              | 2007             | 5    | 0    | 0     | 0     | —         | —         | 5     | 0     |
| Смена (Комсомольск-на-Амуре) | ПФЛ              | 2008             | 24   | 3    | 4     | 0     | —         | —         | 28    | 3     |
| Смена (Комсомольск-на-Амуре) | ПФЛ              | 2009             | 23   | 5    | 0     | 0     | —         | —         | 23    | 5     |
| Смена (Комсомольск-на-Амуре) | ПФЛ              | 2010             | 18   | 2    | 1     | 0     | —         | —         | 19    | 2     |
| Смена (Комсомольск-на-Амуре) | Итого            | Итого            | 70   | 10   | 5     | 0     | —         | —         | 75    | 10    |
| Луч-Энергия (Владивосток)    | ФНЛ              | 2010             | 14   | 1    | 0     | 0     | —         | —         | 14    | 1     |
| Луч-Энергия (Владивосток)    | ФНЛ              | 2011/12          | 37   | 1    | 3     | 0     | —         | —         | 40    | 1     |
| Луч-Энергия (Владивосток)    | Итого            | Итого            | 51   | 2    | 3     | 0     | —         | —         | 54    | 2     |
| Торпедо (Москва)             | ФНЛ              | 2012/13          | 29   | 3    | 2     | 0     | —         | —         | 31    | 3     |
| Торпедо (Москва)             | Итого            | Итого            | 29   | 3    | 2     | 0     | —         | —         | 31    | 3     |
| Краснодар                    | Премьер-лига     | 2013/14          | 29   | 1    | 4     | 0     | —         | —         | 33    | 1     |
| Краснодар                    | Премьер-лига     | 2014/15          | 21   | 0    | 2     | 0     | 11        | 1         | 34    | 1     |
| Краснодар                    | Премьер-лига     | 2015/16          | 21   | 0    | 3     | 0     | 10        | 1         | 34    | 1     |
| Краснодар                    | Премьер-лига     | 2016/17          | 29   | 2    | 3     | 0     | 12        | 0         | 44    | 2     |
| Краснодар                    | Премьер-лига     | 2017/18          | 28   | 2    | 0     | 0     | 3         | 0         | 31    | 2     |
| Краснодар                    | Премьер-лига     | 2018/19          | 28   | 2    | 4     | 0     | 9         | 1         | 41    | 3     |
| Краснодар                    | Премьер-лига     | 2019/20          | 11   | 0    | 0     | 0     | 2         | 0         | 13    | 0     |
| Краснодар                    | Премьер-лига     | 2020/21          | 26   | 3    | 1     | 0     | 8         | 0         | 35    | 3     |
| Краснодар                    | Премьер-лига     | 2021/22          | 16   | 1    | 1     | 0     | —         | —         | 17    | 1     |
| Урал                         | Премьер-лига     | 2022/23          | 14   | 3    | 6     | 2     | —         | —         | 20    | 5     |
| Урал                         | Премьер-лига     | 2023/24          | 7    | 0    | 1     | 0     | —         | —         | 8     | 0     |
| Урал                         | Итого            | Итого            | 21   | 3    | 7     | 2     | —         | —         | 28    | 5     |
| Краснодар                    | Премьер-лига     | 2024/25          | 3    | 1    | 4     | 0     | —         | —         | 7     | 1     |
| Краснодар                    | Итого            | Итого            | 212  | 12   | 22    | 0     | 55        | 3         | 289   | 15    |
| → Краснодар-2                | Вторая лига      | 2024/25          | 2    | 0    | —     | —     | —         | —         | 2     | 0     |
| → Краснодар-2                | Итого            | Итого            | 2    | 0    | —     | —     | —         | —         | 2     | 0     |
| Всего за карьеру             | Всего за карьеру | Всего за карьеру | 385  | 30   | 39    | 2     | 55        | 3         | 479   | 35    |

#### Международные матчи Юрия Газинского
| №  | Дата             | Оппонент            | Стадион                         | Счёт | Голы | Пасы | Карточки | Минуты  | Соревнование                 |
| -- | ---------------- | ------------------- | ------------------------------- | ---- | ---- | ---- | -------- | ------- | ---------------------------- |
| 1  | 17 июля 2014     | Калев (Силламяэ)    | «А. Ле Кок Арена», Таллин       | 4:0  | 39′  | 1    | —        | 90'     | Квалиф.ЛЕ 2014/15 (2Р)       |
| 2  | 24 июля 2014     | Калев (Силламяэ)    | «Кубань», Краснодар             | 5:0  | —    | —    | —        | 45' 45' | Квалиф.ЛЕ 2014/15 (2Р)       |
| 3  | 31 июля 2014     | Диошдьёр            | «ДВТК», Мишкольц                | 5:1  | —    | 2    | —        | 90'     | Квалиф.ЛЕ 2014/15 (3Р)       |
| 4  | 21 августа 2014  | Реал Сосьедад       | «Аноэта», Сан-Себастьян         | 0:1  | —    | —    | —        | 90'     | Квалиф.ЛЕ 2014/15 (Плей-офф) |
| 5  | 28 августа 2014  | Реал Сосьедад       | «Кубань», Краснодар             | 3:0  | —    | —    | —        | 64' 64' | Квалиф.ЛЕ 2014/15 (Плей-офф) |
| 6  | 18 сентября 2014 | Лилль               | «Пьер Моруа», Вильнёв-д’Аск     | 1:1  | —    | —    | 62'      | 90'     | ЛЕ 2014/15 (группа Н)        |
| 7  | 2 октября 2014   | Эвертон             | «Кубань», Краснодар             | 1:1  | —    | —    | —        | 90'     | ЛЕ 2014/15 (группа Н)        |
| 8  | 23 октября 2014  | Вольфсбург          | «Кубань», Краснодар             | 2:4  | —    | —    | —        | 80' 80' | ЛЕ 2014/15 (группа Н)        |
| 9  | 6 ноября 2014    | Вольфсбург          | «Фольксваген-Арена», Вольфсбург | 1:5  | —    | —    | —        | 90'     | ЛЕ 2014/15 (группа Н)        |
| 10 | 27 ноября 2014   | Лилль               | «Кубань», Краснодар             | 1:1  | —    | —    | —        | 90'     | ЛЕ 2014/15 (группа Н)        |
| 11 | 11 декабря 2014  | Эвертон             | «Гудисон Парк», Ливерпуль       | 1:0  | —    | —    | —        | 90'     | ЛЕ 2014/15 (группа Н)        |
| 12 | 30 июля 2015     | Слован (Братислава) | «Кубань», Краснодар             | 2:0  | —    | —    | —        | 81' 81' | Квалиф.ЛЕ 2015/16 (3Р)       |
| 13 | 6 августа 2015   | Слован (Братислава) | «Пасиенки», Братислава          | 3:3  | —    | —    | 58'      | 64' 64' | Квалиф.ЛЕ 2015/16 (3Р)       |
| 14 | 20 августа 2015  | ХИК                 | «Кубань», Краснодар             | 5:1  | 64′  | —    | —        | 90'     | Квалиф.ЛЕ 2015/16 (Плей-офф) |
| 15 | 17 сентября 2015 | Боруссия (Дортмунд) | «Сигнал Идуна Парк», Дортмунд   | 1:2  | —    | —    | —        | 20' 70' | ЛЕ 2015/16 (группа С)        |
| 16 | 1 октября 2015   | Габала              | «Кубань», Краснодар             | 2:1  | —    | —    | —        | 76' 76' | ЛЕ 2015/16 (группа С)        |
| 17 | 22 октября 2015  | ПАОК                | «Тумба», Салоники               | 0:0  | —    | —    | —        | 8' 82'  | ЛЕ 2015/16 (группа С)        |
| 18 | 5 ноября 2015    | ПАОК                | «Кубань», Краснодар             | 2:1  | —    | —    | —        | 13' 77' | ЛЕ 2015/16 (группа С)        |
| 19 | 26 ноября 2015   | Боруссия (Дортмунд) | «Кубань», Краснодар             | 1:0  | —    | —    | —        | 16' 74' | ЛЕ 2015/16 (группа С)        |
| 20 | 10 декабря 2015  | Габала              | «Нефтчи Арена», Баку            | 3:0  | —    | —    | —        | 21' 69' | ЛЕ 2015/16 (группа С)        |
| 21 | 18 февраля 2016  | Спарта (Прага)      | «апет Арена», Прага             | 0:1  | —    | —    | —        | 24' 66' | ЛЕ 2015/16 (1/16 финала)     |
| 22 | 28 июля 2016     | Биркиркара          | «Тони Беззина», Мальта          | 3:0  | —    | —    | 7'       | 90'     | Квалиф.ЛЕ 2016/17 (3Р)       |
| 23 | 4 августа 2016   | Биркиркара          | «Кубань», Краснодар             | 3:1  | —    | —    | —        | 21' 69' | Квалиф.ЛЕ 2016/17 (3Р)       |
| 24 | 18 августа 2016  | Партизани           | «Кубань», Краснодар             | 4:0  | —    | —    | —        | 28' 62' | Квалиф.ЛЕ 2016/17 (Плей-офф) |
| 25 | 15 сентября 2016 | Зальцбург           | «Ред Булл Арена», Зальцбург     | 1:0  | —    | —    | —        | 28' 62' | ЛЕ 2016/17 (группа I)        |
| 26 | 29 сентября 2016 | Ницца               | «Кубань», Краснодар             | 5:2  | —    | —    | —        | 31' 59' | ЛЕ 2016/17 (группа I)        |
| 27 | 20 октября 2016  | Шальке 04           | «Краснодар», Краснодар          | 0:1  | —    | —    | 90+3'    | 35' 55' | ЛЕ 2016/17 (группа I)        |
| 28 | 24 ноября 2016   | Зальцбург           | «Краснодар», Краснодар          | 1:1  | —    | —    | —        | 45' 46' | ЛЕ 2016/17 (группа I)        |
| 29 | 8 декабря 2016   | Ницца               | «Альянц Ривьера», Ницца         | 1:2  | —    | —    | —        | 90'     | ЛЕ 2016/17 (группа I)        |
| 30 | 16 февраля 2017  | Фенербахче          | «Краснодар», Краснодар          | 1:0  | —    | —    | —        | 90'     | ЛЕ 2016/17 (1/16 финала)     |
| 31 | 22 февраля 2017  | Фенербахче          | «Шюкрю Сараджоглу», Стамбул     | 1:1  | —    | 1    | 58'      | 90'     | ЛЕ 2016/17 (1/16 финала)     |
| 32 | 9 марта 2017     | Сельта              | «Балаидос», Виго                | 1:2  | —    | —    | —        | 90'     | ЛЕ 2016/17 (1/8 финала)      |
| 33 | 16 марта 2017    | Сельта              | «Краснодар», Краснодар          | 0:2  | —    | —    | 42'      | 90'     | ЛЕ 2016/17 (1/8 финала)      |
| 34 | 3 августа 2017   | Люнгбю              | «Люнгбю», Конгенс-Люнгбю        | 3:1  | —    | —    | —        | 25' 55' | Квалиф.ЛЕ 2017/18 (3Р)       |
| 35 | 17 августа 2017  | Црвена звезда       | «Краснодар», Краснодар          | 3:2  | —    | —    | —        | 90'     | Квалиф.ЛЕ 2017/18 (Плей-офф) |
| 36 | 24 августа 2017  | Црвена звезда       | «Райко Митич», Белград          | 1:2  | —    | —    | —        | 90'     | Квалиф.ЛЕ 2017/18 (Плей-офф) |
| 37 | 20 сентября 2018 | Акхисарспор         | «Spor Toto Akhisar», Акхисар    | 1:0  | —    | —    | —        | 90'     | ЛЕ 2018/19 (группа J)        |
| 38 | 4 октября 2018   | Севилья             | «Краснодар», Краснодар          | 2:1  | —    | —    | —        | 90'     | ЛЕ 2018/19 (группа J)        |
| 39 | 25 октября 2018  | Стандард            | «Морис Дюфран», Льеж            | 1:2  | —    | —    | 90+5'    | 90'     | ЛЕ 2018/19 (группа J)        |
| 40 | 8 ноября 2018    | Стандард            | «Краснодар», Краснодар          | 2:1  | —    | —    | —        | 90'     | ЛЕ 2018/19 (группа J)        |
| 41 | 29 ноября 2018   | Акхисарспор         | «Краснодар», Краснодар          | 2:1  | 48′  | —    | —        | 90'     | ЛЕ 2018/19 (группа J)        |
| 42 | 13 декабря 2018  | Севилья             | «Рамон Санчес Писхуан», Севилья | 0:3  | —    | —    | 14'      | 90'     | ЛЕ 2018/19 (группа J)        |
| 43 | 21 февраля 2019  | Байер 04            | «Бай-Арена», Леверкузен         | 1:1  | —    | —    | —        | 29' 61' | ЛЕ 2018/19 (1/16 финала)     |
| 44 | 7 марта 2019     | Валенсия            | «Месталья», Валенсия            | 1:2  | —    | 1    | —        | 89' 89' | ЛЕ 2018/19 (1/8 финала)      |
| 45 | 14 марта 2019    | Валенсия            | «Краснодар», Краснодар          | 1:1  | —    | —    | 78'      | 90'     | ЛЕ 2018/19 (1/8 финала)      |
| 46 | 28 ноября 2019   | Базель              | «Краснодар», Краснодар          | 1:0  | —    | —    | 63'      | 83' 83' | ЛЕ 2019/20 (группа С)        |
| 47 | 12 декабря 2019  | Хетафе              | «Колисеум», Хетафе              | 0:3  | —    | —    | 26'      | 90'     | ЛЕ 2019/20 (группа С)        |
| 48 | 30 сентября 2020 | ПАОК                | «Тумба», Салоники               | 2:1  | —    | —    | —        | 83' 83' | Квалиф.ЛЧ 2020/21 (Плей-офф) |
| 49 | 20 октября 2020  | Ренн                | «Роазон Парк», Рен              | 1:1  | —    | —    | —        | 18' 72' | ЛЧ 2020/21 (группа Е)        |
| 50 | 28 октября 2020  | Челси               | «Краснодар», Краснодар          | 0:4  | —    | —    | —        | 90'     | ЛЧ 2020/21 (группа Е)        |
| 51 | 4 ноября 2020    | Севилья             | «Рамон Санчес Писхуан», Севилья | 2:3  | —    | —    | —        | 90'     | ЛЧ 2020/21 (группа Е)        |
| 52 | 24 ноября 2020   | Севилья             | «Краснодар», Краснодар          | 1:2  | —    | —    | —        | 90'     | ЛЧ 2020/21 (группа Е)        |
| 53 | 2 декабря 2020   | Ренн                | «Краснодар», Краснодар          | 1:0  | —    | —    | —        | 87' 87' | ЛЧ 2020/21 (группа Е)        |
| 54 | 18 февраля 2021  | Динамо (Загреб)     | «Краснодар», Краснодар          | 2:3  | —    | —    | —        | 28' 62' | ЛЕ 2020/21 (1/16 финала)     |
| 55 | 25 февраля 2021  | Динамо (Загреб)     | «Максимир», Загреб              | 0:1  | —    | —    | —        | 70' 70' | ЛЕ 2020/21 (1/16 финала)     |

Итого: сыграно матчей: 55 / забито голов: 3; победы: 26, ничьи: 10, поражения: 19.

### В сборной
| Россия           | Год              | Отборочные матчи ЧМ | Отборочные матчи ЧМ | Финальные матчи ЧМ | Финальные матчи ЧМ | Лига наций | Лига наций | Отборочные матчи ЧЕ | Отборочные матчи ЧЕ | Финальные матчи ЧЕ | Финальные матчи ЧЕ | Товарищеские матчи | Товарищеские матчи | Всего | Всего |
| Россия           | Год              | Игры                | Голы                | Игры               | Голы               | Игры       | Голы       | Игры                | Голы                | Игры               | Голы               | Игры               | Голы               | Игры  | Голы  |
| ---------------- | ---------------- | ------------------- | ------------------- | ------------------ | ------------------ | ---------- | ---------- | ------------------- | ------------------- | ------------------ | ------------------ | ------------------ | ------------------ | ----- | ----- |
| Россия           | 2016             | 0                   | 0                   | 0                  | 0                  | 0          | 0          | 0                   | 0                   | 0                  | 0                  | 4                  | 0                  | 4     | 0     |
| Россия           | 2017             | 0                   | 0                   | 0                  | 0                  | 0          | 0          | 0                   | 0                   | 0                  | 0                  | 1                  | 0                  | 1     | 0     |
| Россия           | 2018             | 0                   | 0                   | 4                  | 1                  | 4          | 0          | 0                   | 0                   | 0                  | 0                  | 3                  | 0                  | 11    | 1     |
| Россия           | 2019             | 0                   | 0                   | 0                  | 0                  | 0          | 0          | 1                   | 0                   | 0                  | 0                  | 0                  | 0                  | 1     | 0     |
| Россия           | 2020             | 0                   | 0                   | 0                  | 0                  | 3          | 0          | 0                   | 0                   | 0                  | 0                  | 1                  | 0                  | 4     | 0     |
| Всего за карьеру | Всего за карьеру | 0                   | 0                   | 4                  | 1                  | 7          | 0          | 1                   | 0                   | 0                  | 0                  | 9                  | 0                  | 21    | 1     |

| №  | Дата             | Оппонент          | Счёт           | Голы | Пасы | Карточки | Минуты    | Соревнование                 |
| -- | ---------------- | ----------------- | -------------- | ---- | ---- | -------- | --------- | ---------------------------- |
| 1  | 31 августа 2016  | Турция            | 0:0            | —    | —    | —        | 29'( 61') | Товарищеский матч            |
| 2  | 6 сентября 2016  | Гана              | 1:0            | —    | —    | —        | 64'( 64') | Товарищеский матч            |
| 3  | 9 октября 2016   | Коста-Рика        | 3:4            | —    | —    | —        | 90'       | Товарищеский матч            |
| 4  | 10 ноября 2016   | Катар             | 1:2            | —    | —    | —        | 37'( 53') | Товарищеский матч            |
| 5  | 24 марта 2017    | Кот-д’Ивуар       | 0:2            | —    | —    | —        | 12'( 78') | Товарищеский матч            |
| 6  | 5 июня 2018      | Турция            | 1:1            | —    | —    | —        | 76'( 76') | Товарищеский матч            |
| 7  | 14 июня 2018     | Саудовская Аравия | 5:0            | 12′  | —    | —        | 90'       | ЧМ-2018 (группа А)           |
| 8  | 19 июня 2018     | Египет            | 3:1            | —    | —    | —        | 90'       | ЧМ-2018 (группа А)           |
| 9  | 25 июня 2018     | Уругвай           | 0:3            | —    | —    | 9'       | 45'( 46') | ЧМ-2018 (группа А)           |
| 10 | 7 июля 2018      | Хорватия          | 2:2 (3:4 пен.) | —    | —    | 109'     | 41'( 79') | ЧМ-2018 (1/4 финала)         |
| 11 | 7 сентября 2018  | Турция            | 2:1            | —    | 1    | —        | 90'       | Лига Наций УЕФА 2018/19 (В2) |
| 12 | 10 сентября 2018 | Чехия             | 5:1            | —    | 1    | —        | 85'( 85') | Товарищеский матч            |
| 13 | 11 октября 2018  | Швеция            | 0:0            | —    | —    | 51'      | 90'       | Лига Наций 2018/19           |
| 14 | 14 октября 2018  | Турция            | 2:0            | —    | —    | —        | 90'       | Лига Наций 2018/19           |
| 15 | 15 ноября 2018   | Германия          | 0:3            | —    | —    | —        | 90'       | Товарищеский матч            |
| 16 | 20 ноября 2018   | Швеция            | 0:2            | —    | —    | —        | 90'       | Лига Наций 2018/19           |
| 17 | 24 марта 2019    | Казахстан         | 4:0            | —    | —    | —        | 90'       | Отбор ЧЕ-2020 (группа I)     |
| 18 | 6 сентября 2020  | Венгрия           | 3:2            | —    | —    | —        | 23'( 67') | Лига наций 2020/21(Лига B3)  |
| 19 | 8 октября 2020   | Швеция            | 1:2            | —    | —    | —        | 74'( 74') | Товарищеский матч            |
| 20 | 11 октября 2020  | Турция            | 1:1            | —    | —    | —        | 20'( 70') | Лига наций 2020/21(Лига B3)  |
| 21 | 14 октября 2020  | Венгрия           | 0:0            | —    | —    | —        | 22'( 68') | Лига наций 2020/21(Лига B3)  |

Итого по официальным матчам: 21 матч, 1 гол; 8 побед, 8 ничьих, 8 поражений.

## Достижения

### Командные
«Смена» (Комсомольск-на-Амуре)
- Серебряный призёр зоны «Восток» Второго дивизиона: 2008

«Краснодар»
- Чемпион России: 2024/25
- Бронзовый призёр чемпионата России: 2014/15, 2018/19, 2019/20

### Личные
- Почётная грамота Президента Российской Федерации (27 июля 2018 года) — за большой вклад в развитие отечественного футбола и высокие спортивные достижения[13]
- В списках 33 лучших футболистов чемпионата России (2): № 1 — 2018/19, № 3 — 2017/18

## Личная жизнь
В 2015 году Юрий Газинский женился на стилисте проекта «Модный приговор» Александре Ивановой. У супругов двое детей — две дочери. Первая из них родилась 20 декабря 2016 года, а вторая — 21 июня 2021 года.

## Образование
В 2011 году окончил бакалавриат в Дальневосточном федеральном университете по специальности «Физическая культура», а затем в 2013 году — магистратуру по специальности «Адаптивное физическое воспитание».